# しのだプロジェクト
しのだプロジェクト（SHINODA PROJECT）は、2006年3月〜2011年まで活動していたアダルトビデオメーカー。

## 概要
2006年3月発足。北都傘下のアダルトビデオメーカー。
元MOODYZの篠田昌宏（シノダー）がプロデュースする、素人童貞による、素人童貞のための、「童貞目線」のAVがモットー。
かつては「クラスで一番モテた女」、職業としてのAV女優でなく、会社勤めで休日のバイトにAVに出演する娘をキャスティング。余計なカメラワークやイメージシーンを一切排除し、全編ユーザー目線での主観映像による構成となっている。
2006年9月、新レーベル「Domino」（ドミノ）発足。
2011年まで作品をリリースしていた。